# Morro Castle (Schiff, 1930)
Die Morro Castle (II) war ein 1930 in Dienst gestelltes Luxus-Kreuzfahrtschiff der US-amerikanischen Reederei Ward Line, das in den frühen 1930er Jahren im regelmäßigen Liniendienst von New York City nach Havanna (Kuba) eingesetzt wurde. Die Morro Castle gehörte zu den damals modernsten und luxuriösesten Passagierschiffen ihrer Zeit und war bei zahlungskräftigen Kunden sehr beliebt, da sie die Strecke New York–Havanna in nur 59 Stunden zurücklegen konnte.
In den frühen Morgenstunden des 8. September 1934 brach auf der Morro Castle, die sich auf dem Rückweg nach New York befand, ein Feuer aus, das das Schiff völlig zerstörte und 137 Menschenleben forderte. Zahlreiche weitere Passagiere wurden durch Feuer, Rauch, den Sprung vom Schiff und stundenlangen Aufenthalt im Wasser zum Teil schwer verletzt. Der Vorfall auf der Morro Castle sorgte für die Verbesserung von Sicherheitsbestimmungen und Vorsorgemaßnahmen zur Brandbekämpfung auf modernen Passagierschiffen. Die hinterher eingeführte Verwendung von schwer entflammbaren Materialien, feuersicheren Türen und Feueralarmübungen ist ein direktes Resultat der Morro-Castle-Katastrophe.

## Bau, Ausstattung und Inbetriebnahme
1928 genehmigte der Kongress der Vereinigten Staaten einen „Merchant Marine Act“, durch den ein 250 Millionen US-Dollar schwerer Schiffsbaufonds geschaffen wurde. Aus diesem Fonds konnten sich amerikanische Schiffbauer Anleihen entnehmen, um ihre veralteten Schiffe auszurangieren und gegen neue, moderne einzutauschen. Diese Anleihen, die den Bau eines Schiffes um bis zu 75 % subventionierten, sollten über einen Zeitraum von 20 Jahren bei einer sehr niedrigen Zinsrate zurückgezahlt werden. Eine der ersten Schifffahrtsgesellschaften, die diese Gelegenheit nutzten, war die Ward Line (eigentlich „New York and Cuba Mail Steamship Company“), eine in New York ansässige Reederei, die seit 1841 Passagiere, Fracht und Post zwischen New York und verschiedenen Häfen in der Karibik wie Nassau oder Havanna transportierte. Die erste Morro Castle (6.004 BRT) der Ward Line war 1900 in Dienst gestellt und 1926 abgewrackt worden.
Die Ward Line beauftragte die Werft Newport News Shipbuilding in Newport News (Virginia) mit der Konstruktion von zwei baugleichen Schwesterschiffen. Das Ergebnis waren die Morro Castle (Baunummer 337) und die Oriente (Baunummer 338). Der Bau der beiden Schiffe begann im Januar 1929; am 5. März 1930 lief die Morro Castle als erstes der beiden Schiffe vom Stapel. Ruth Eleanor Mooney, Tochter des Präsidenten der Ward Line, Franklin D. Mooney, taufte das Schiff auf den Namen Morro Castle. Benannt wurde das Schiff nach der gleichnamigen Festung am Eingang zur Bucht von Havanna, Castillo de los Tres Reyes del Morro, verkürzt El Morro und im Englischen Morro Castle genannt. Der Stapellauf der Oriente folgte am 15. Mai 1930. Beide Schiffe waren 155 m lang, maßen 11.520 BRT und fuhren bei einer durchschnittlichen Geschwindigkeit von 20 Knoten. Sie waren die größten und kommerziell erfolgreichsten Schiffe, die die Ward Line je baute; beide hatten je 5,5 Millionen US-Dollar gekostet. Die 12 Rettungsboote boten genug Kapazität, um über 800 Personen aufzunehmen.
Die Morro Castle bot 16 Suiten und 142 Kabinen, die auf fünf Decks (A bis E) verteilt waren und insgesamt 532 Passagiere (437 Erste Klasse, 95 Touristenklasse) aufnehmen konnten. Im Gegensatz zum damals auf Kreuzfahrtschiffen vorherrschenden schlichten und eher praktischen Stil waren die Passagierunterkünfte und die öffentlichen Räume auf der Morro Castle elegant und komfortabel ausgestattet. Das Schiff verfügte über Kabinentelefone, Aufzüge und modernste Heizungs- und Lüftungsanlagen. Die Aufenthaltsräume auf den verschiedenen Decks waren in unterschiedlichen Stilrichtungen gehalten. Der größte Raum war der in Pastellfarben gehaltene Speisesaal, der sich über zwei Decks erstreckte und teilweise mit Blattgold ausgekleidet war.
Ein weiteres Herzstück war die ebenfalls zweigeschossige, holzvertäfelte First Class Lounge, die mit korinthischen Säulen, einem Kamin, einem Piano und Perlmuttintarsien ausgestattet war. Der Dampfer verfügte darüber hinaus auch über einen Kindergarten, einen Fitnessraum, verglaste Promenadendecks, eine große Bordbibliothek und mehrere Bars. Von der Presse bekamen die beiden Schwesterschiffe schnell den Beinamen „Millionärsyachten“ verliehen.

## Dienstzeit
Am 23. August 1930 lief die Morro Castle in New York unter dem Kommando von Kapitän Joseph Jones zu ihrer Jungfernfahrt aus. Das moderne Schiff sorgte von Anfang an für sehr viel Publicity für die Ward Line und entwickelte sich schnell zu einem Publikumsmagneten. Als das Schiff am Ende seiner Jungfernfahrt zum ersten Mal in Havanna einlief, fand an Bord ein großes Bankett statt, an dem auch Gerardo Machado, der amtierende Präsident Kubas, teilnahm.
In ihren vier Dienstjahren erwies sich die Morro Castle als zuverlässiges und populäres Schiff, das seinen regulären Fahrplan selten unterbrach und zahlreiche Stammkunden an sich binden konnte. Mehrere Faktoren sorgten dafür, dass die Morro Castle auf fast jeder Fahrt ausgebucht war: Die Weltwirtschaftskrise und die Alkoholprohibition trieben die US-Amerikaner ins Ausland und waren Auslöser für große Reisewellen nach Kuba und auf die Bahamas, wo preiswert und in großen Mengen Alkohol erworben werden konnte. Außerdem wurde auf den Schiffen, die die Reisenden in die Karibik brachten, Alkohol ausgeschenkt. Zur selben Zeit trat ein als „Wanderlust“ bezeichnetes Phänomen auf. Durch die fortschreitende Erschließung der Erde durch Eisenbahn, Dampfschiffe und inzwischen auch durch kommerzielle Flüge wurde es immer größeren Gesellschaftsschichten möglich, zu reisen. Die immer weiter sinkenden Preise für Ozeanüberquerungen und Kreuzfahrten trugen ihr Übriges dazu bei.
In ihrer aktiven Dienstzeit sorgte die Morro Castle aber auch für Negativschlagzeilen. Im Lauf der Zeit mehrten sich Gerüchte über Drogen- und Waffenschmuggel von und nach Kuba, auch vom Transport illegaler Einwanderer und kubanischer Revoluzzer wurde berichtet. Der ausschweifende Alkoholkonsum, Glücksspiel und die Anwesenheit von Call Girls in den Hochsaisons sorgten dafür, dass die Morro Castle bei den zuständigen Ordnungs- und Hafenbehörden als „schwimmendes Freudenhaus“ bezeichnet wurde.
Im September 1933 geriet der Dampfer in einen schweren Sturm und wurde von einer Monsterwelle getroffen. Die Welle verursachte eine ernsthafte Schlagseite nach Backbord, ließ mehrere Abteilungen des Schiffs volllaufen und riss den Funkmast mit sich, wodurch die Morro Castle von der Außenwelt abgeschnitten war und nicht um Hilfe rufen konnte. Über 70 Menschen wurden verletzt. Die Morro Castle erreichte New York am 18. September mit zwei Tagen Verspätung. Da das Schiff über 48 Stunden nicht erreicht werden konnte, kamen bereits Gerüchte auf, dass es möglicherweise gesunken war.
Im November desselben Jahres geriet die Morro Castle im Hafen von Havanna in feindliche Auseinandersetzungen zwischen Rebellen und dem kubanischen Militär. Die Festung Atarea eröffnete plötzlich das Feuer auf zwei bewaffnete Boote im Hafenbecken, auf der sich Mitglieder der rebellischen ABC-Truppen befanden. Die Morro Castle befand sich in der Schusslinie und ließ sofort den Anker lichten, um zu entkommen. Teile der achteren Kommandobrücke und der Takelage wurden weggeschossen, die Decksaufbauten wurden durch zahlreiche Geschosse beschädigt. Die Passagiere wurden in die Lounge beordert, wo das Bordorchester Happy Days Are Here Again zu spielen begann, um den Gefechtslärm zu übertönen.

## Die letzte Rundfahrt
Am Sonnabend, dem 1. September 1934 legte die Morro Castle von Pier 13 in New York zu einer Labor-Day-Kreuzfahrt nach Havanna ab. Es war ihre insgesamt 174. Fahrt. Neben 231 Besatzungsmitgliedern waren 259 Passagiere an Bord. Nach dem Passieren der amerikanischen Ostküste und kurzem Aufenthalt in Havanna begann die Morro Castle um 05:15 Uhr morgens am Mittwoch, dem 5. September 1934 ihre Rückfahrt nach New York, wo sie gegen 7 Uhr morgens am 8. September einlaufen sollte. Das Schiff befand sich unter dem Kommando des 55-jährigen Kapitäns Robert Renison Willmott, der seit 31 Jahren für die Ward Line tätig war. Er kommandierte die Morro Castle seit ihrer elften Fahrt. In Havanna waren weitere 59 Passagiere zugestiegen, daher befanden sich nun insgesamt 549 Menschen (318 Passagiere und 231 Besatzungsmitglieder) an Bord.

### Passagiere
Unter den 318 Passagieren, die sich an Bord befanden, als die Morro Castle am 5. September 1934 den Hafen von Havanna verließ, war eine große Anzahl an Frauen und Kindern. Die Zahl der Fahrgäste schöpfte nicht die gesamte Kapazität des Schiffs aus, aber es waren deutlich mehr Reisende als bei den vorangegangenen Fahrten. Die meisten waren US-Amerikaner, aber auch eine größere Zahl Kubaner war an Bord. Ein Großteil der Passagiere kam aus dem Großraum New York und den angrenzenden Bundesstaaten New Jersey und Pennsylvania.
Die Summe der Reisenden setzte sich aus den damals für eine Kreuzfahrt üblichen Gesellschaftsschichten und -gruppen zusammen. Zahlreiche Passagiere waren amerikanische Touristen, die sich auf dem Heimweg befanden, Studenten, die den Sommer in der Karibik verbracht hatten und zu ihrem Studium zurückkehrten, Ehepaare im Ruhestandsalter, Hochzeitsreisende, eine Gruppe von Mitgliedern des Concordia-Gesangsvereins aus East New York, eine Anzahl von Ärzten und Chirurgen zum Teil mit Familie, mehrere Geistliche, aber auch Geschäftsreisende wie Bankiers, Anwälte und Unternehmer.
Zu den Passagieren auf dieser Reise gehörten unter anderem:
- Reuben A. Holden, amerikanischer Profitennisspieler (überlebte, verlor seine Frau)
- Abraham Cohen, Manager des Grand Department Store in Hartford, Connecticut (überlebte)
- Anthony Lione, Versicherungskaufmann und Architekt aus Sunnyside (Queens) (kam ums Leben)
- Herman H. Torborg, ehemaliger Senator des Bundesstaats New York (überlebte)
- Dr. Gouverneur Morris Phelps, prominenter New Yorker Chirurg (überlebte)
- Dr. Charles Stites Cochrane, Abteilungsleiter im Kings County Hospital von Brooklyn, New York (überlebte, verlor seine Schwester)
- Dr. Theodore Luther Vosseler, New Yorker Arzt und Physiker (überlebte)
- Dr. Francois Busquet, Chefradiologe des Emergency and Polyclinic Hospital in Havanna (kam ums Leben)
- Renée Méndez Capote, Tochter des Vize-Präsidenten von Kuba, Brigadegeneral Domingo Méndez Capote (überlebte)
- Father Raymond A. Egan, Pfarrer der St. Mary’s Roman Catholic Church in der Bronx (überlebte)
- Rev. Hiram Richard Hulse, Bischof der Protestant Episcopal Church in Havanna (überlebte)
- Agnes M. Prince, Gesellschaftsreporterin für die Zeitschrift The Pottstown Mercury (überlebte)
- Camilla E. Conroy, Sekretärin des Staatsanwalts und Politikers Herbert O’Conor (kam ums Leben)
- Eleanor C. Brennan, leitende Einkäuferin für die Hauptfiliale von Macy’s am New Yorker Herald Square (kam ums Leben)
- Dolly Davidson, Bühnen- und Leinwandschauspielerin und Model (The Enchanted Garden, Ziegfeld Follies, Doin’ Things) (überlebte)
- Matthew L. McElhenny, Geschäftsführer der New York and Long Branch Railroad (überlebte)

### Besatzungsmitglieder
Julius Maus, Liftboy, ehem. deutscher Radsportler

### Die Überfahrt
Die Passage verlief zunächst wie üblich. Die Passagiere genossen die Annehmlichkeiten des Orchesters, der abwechslungsreichen Mahlzeiten und des karibischen Klimas. Es wurde Tennis und Shuffleboard gespielt. Besonders beliebt waren die Abendveranstaltungen. Am Montagabend, 3. September, fand im Ballsaal der Fancy Dress Ball und am Donnerstagabend, 6. September, der Elimination Dance statt. Das einzige Ungewöhnliche war die Tatsache, dass Kapitän Willmott gesundheitlich angeschlagen war. Er erschien blass und nervös und nahm kaum am Bordleben teil. Der Schiffsarzt, der 53-jährige Dr. Dewitt Clinton Van Zile, vermutete eine Lebensmittelvergiftung. Willmott blieb die meiste Zeit der Brücke fern und nahm auch an keinen gesellschaftlichen Ereignissen teil.
Am 6. September 1934 gegen Mittag verschlechterte sich das Wetter. Die Morro Castle, die parallel zur amerikanischen Ostküste fuhr und sich in Sichtweite zum Land befand, sah sich mit einer rauen, windigen und nebligen See konfrontiert. Es waren die ersten Anzeichen eines aufziehenden, aus Nordost kommenden Sturms. Am Abend des 7. September war die Morro Castle nur noch wenige Stunden von ihrer Ankunft in New York City entfernt. Es wurde immer regnerischer und windiger; der Reiseleiter der Morro Castle, Robert Smith, versuchte alles, um die Passagiere bei Laune zu halten. An diesem Abend sollte die große Gala mit Kapitänsdinner und Tanz stattfinden, die immer am letzten Abend der Reise abgehalten wurde und der gesellschaftliche Höhepunkt jeder Überfahrt war. Die Passagiere versammelten sich in der Lounge und erwarteten das Erscheinen des Kapitäns. Eine Reihe von Passagieren war allerdings wegen des schlechten Wetters seekrank und blieb in den Kabinen.
Kurz nachdem Kapitän Willmott in seiner Kabine sein Abendessen serviert bekommen hatte, rief er den Schiffsarzt an und klagte über Magenschmerzen. Kurze Zeit später wurde er im Badezimmer seiner Kabine tot aufgefunden. Der Schiffsarzt, Dr. Van Zile, untersuchte den Leichnam und ging von einem Herzinfarkt in Verbindung mit einem Magenleiden aus. Der tote Kapitän wurde in seiner Kabine aufgebahrt, um in New York einer genaueren Obduktion unterzogen zu werden (Alexander O. Gettler führte später die Obduktion der verkohlten Überreste durch). Das Kommando ging auf den Ersten Offizier über, William Ferdinand Warms. Die Passagiere, die in der Lounge auf den Beginn der Festlichkeiten warteten, wurden vom Zahlmeister der Morro Castle, Robert Tolman, darüber informiert, dass der Kapitän gerade verstorben und die Gala aus gegebenem Anlass abgesagt sei. Währenddessen hatte nach Einbruch der Dunkelheit der Sturm immer größere Ausmaße genommen, enorme Wellen peitschten gegen den Rumpf der Morro Castle und das Schiff rollte in der aufgewühlten See. Trotz dieser Lage gab es in vielen Kabinen und auch Aufenthaltsräumen Partys mit Musik und Drinks.

### Das Feuer

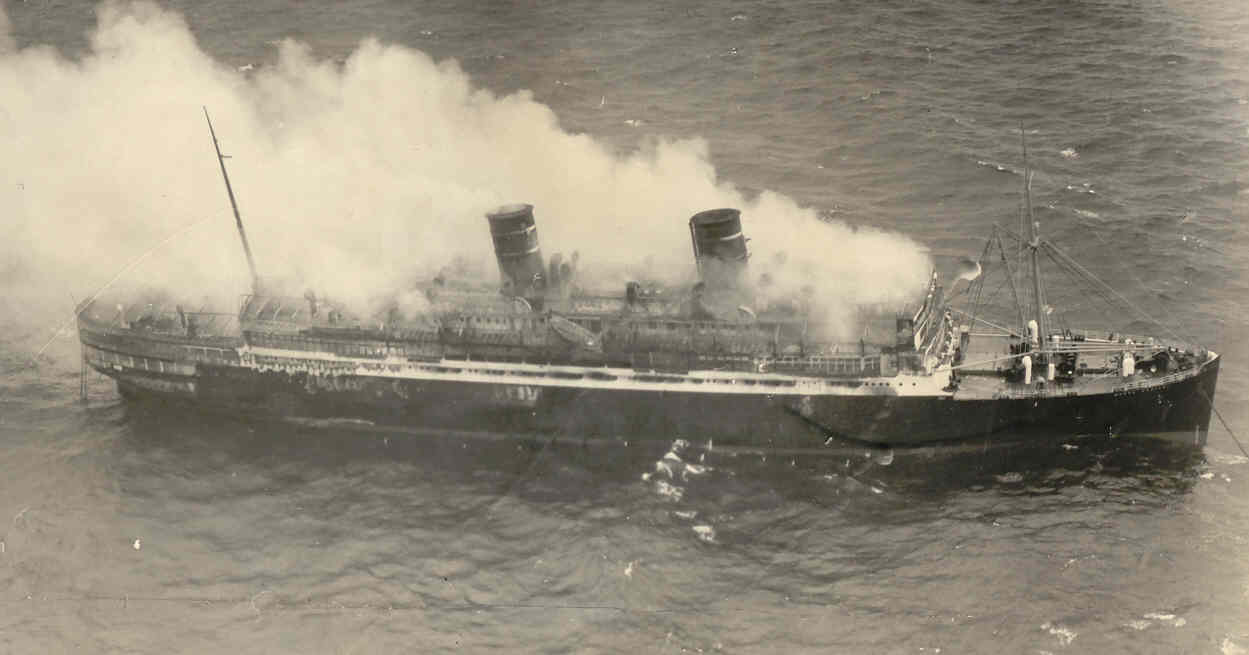
Die brennende Morro Castle

Gegen 02:45 Uhr morgens am 8. September fragte ein Passagier im Rauchsalon den Steward Daniel Campbell, ob er auch Rauch riechen konnte. Nach kurzer Suche nach der Ursache entdeckte Campbell im Schreibsalon der Ersten Klasse auf dem B-Deck ein Feuer, das von einem der abgeschlossenen Schränke ausging. Zunächst ging niemand von einem großen Unglück aus, auch nicht, als sich Rauchschwaden in den Rauchsalon und den Ballsaal auf dem B-Deck ausbreiteten. Die meisten gingen davon aus, dass es sich nur um einen brennenden Teppich oder Papierkorb handele, den man schnell löschen werde.
Das Feuer breitete sich jedoch rasend schnell aus und hatte bald die Decksaufbauten der Morro Castle in Flammen und Rauch gehüllt. Der Farbanstrich des Schiffs ging überall in Flammen auf. Der starke Wind fachte das Feuer immer weiter an. Innerhalb weniger Minuten war der Luxusliner eine „brennende Fackel“, wie es hinterher Augenzeugen beschrieben. Korridore und Treppenhäuser füllten sich mit dichtem Rauch und erschwerten die Orientierung und das Atmen. Die Reling wurde nach kurzer Zeit zu heiß, um sich daran festzuhalten. Mit ansteigender Hitze begannen die großen Glasfenster in den Sälen und Promenadendecks zu platzen; Glasschauer regneten auf die fliehenden Passagiere herab. Teilweise entwickelten sich Feuerbälle und Stichflammen. Während sich der Brand ausbreitete, ging massiver Regen auf das Schiff nieder.
Viele Passagiere schliefen bereits, waren seekrank oder angetrunken und konnten daher nicht schnell reagieren. Es ergingen keine Anweisungen an die Reisenden seitens der Besatzung, weshalb die meisten nicht wussten, was geschah und wie sie sich verhalten sollten. Viele kamen direkt durch das Feuer ums Leben, weil sie ihre Kabinen nicht mehr verlassen konnten, andere erstickten im Schlaf. Die meisten Passagiere, die bereits schliefen, wurden von dem Lärm der fliehenden Menschen, den Schreien und Rufen und dem Eilen der Schritte in den Korridoren geweckt. Viele Überlebende berichteten später, dass Töpfe und Pfannen aneinander geschlagen wurden, um Schlafende zu wecken.
Die Menschen strömten an Deck, viele noch in Abendgarderobe, die meisten aber nur in Nachthemden, Bademänteln oder Unterwäsche. Die meisten Passagiere liefen zum Heck, wo sich schnell große Menschentrauben bildeten. Da der Wind die Flammen und die Rauchschwaden jedoch zum Heck hintrieb, konnte man dort nach kurzer Zeit kaum noch atmen. Die ganz hinten stehenden Passagiere drängten immer weiter nach und es brach ein Gerangel aus, da sie die Reling nicht erreichen konnten. Der Orchesterleiter des Schiffs, Hyman Koch, animierte sie zum Sprung, sodass die Menschen nach und nach über die Reling kletterten und sprangen. Später wurden an Deck ganze Haufen von Schuhen, Handtaschen und Kleidungsstücken gefunden, derer sich die Passagiere vor dem Sprung entledigt hatten. Deckstühle, Rettungsringe und Schwimmwesten wurden über Bord geworfen, um im Wasser als Schwimmhilfe zu dienen.
Etwa 20 Minuten nachdem das Feuer entdeckt worden war, gingen auf dem ganzen Schiff die Lichter aus, weil die Kabel durchgebrannt waren. Zur selben Zeit versagten die Maschinen. Versuche der Schiffsführung, das Schiff stranden zu lassen, scheiterten; die Morro Castle war vollkommen manövrierunfähig und trieb steuerlos in der Strömung. Wegen der Flammen, der Hitze, der Dunkelheit und der Verwirrung an Bord konnten die Rettungsboote nicht ordnungsgemäß bemannt und zu Wasser gelassen werden. Nur sechs der zwölf Rettungsboote (Nr. 1, 3, 5, 9 und 11 an Steuerbord, Nr. 10 an Backbord) konnten erfolgreich ausgesetzt werden und obwohl sie zusammen 408 Menschen tragen konnten, waren nur 85 an Bord und diese fast ausschließlich Besatzungsmitglieder. Nur eine einzige Frau war unter denen, die mit den Booten entkamen. Dies führte hinterher zu großen Anfeindungen und Anschuldigungen der Besatzung und der Reederei. Für die meisten Passagiere war der Sprung ins Wasser die einzige Möglichkeit der Rettung. Dies war durch den Sturm jedoch sehr schwierig, die Menschen wurden gegen die Schiffsseite geschleudert und ertranken in der schweren See. Viele brachen sich beim Sprung vom Bootsdeck das Genick, weil sie die Schwimmwesten falsch angelegt hatten. Andere landeten auf Trümmern oder anderen Passagieren und zogen sich dabei schwere Verletzungen zu. In dem Versuch, Leben zu retten, wurden etliche Frauen und Kinder gepackt und über Bord geworfen, was in den meisten Fällen dazu führte, dass sie ertranken. Die meisten Opfer waren dadurch zu beklagen, dass sie nach Stunden im eiskalten Wasser an Erschöpfung starben.

### Die Rettung

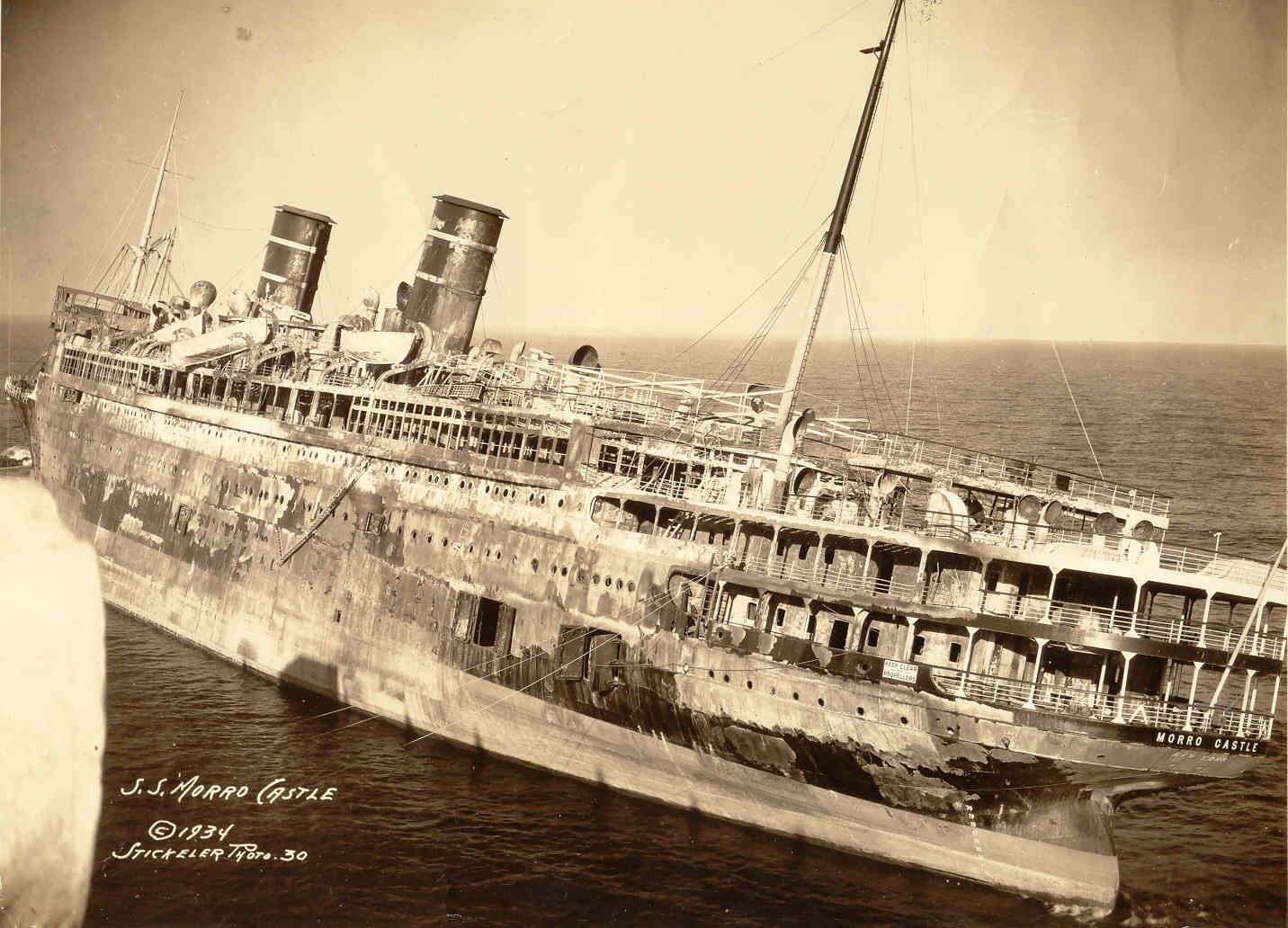
Das ausgebrannte Wrack der Morro Castle

Obwohl die Morro Castle nur wenige Seemeilen vor New Jersey in Seenot geriet und an Land von vielen Augenzeugen gesichtet wurde, dauerte es lange, bis Rettungsschiffe am Ort der Katastrophe eintrafen. Erst nach Anbruch der Morgendämmerung erreichten die ersten Schiffe den Unglücksort, darunter der britische Luxusliner Monarch of Bermuda, der amerikanische Frachter Andrea F. Luckenbach, das amerikanische Passagierschiff City of Savannah und der Dampfer President Cleveland der Dollar Line. Jedes der vier Schiffe nahm Überlebende auf. Währenddessen hatten die Rettungsboote der Morro Castle die Küste von New Jersey erreicht und waren an den Stränden gestrandet, wo sie von Rettern, Reportern und Schaulustigen in Empfang genommen wurden. Andere Passagiere waren den gesamten Weg von der Morro Castle bis zum Ufer geschwommen. Dutzende Überlebende litten an Schock, Unterkühlung, Erschöpfung und Verletzungen und wurden direkt in die Krankenhäuser der Umgebung gebracht. Viele der Geretteten beschwerten sich, dass sie während ihres Aufenthalts im Wasser trotz ihrer Bitten und Hilferufe nicht von den Mannschaftsmitgliedern in den Rettungsbooten aufgenommen worden waren.
Zwei Boote der Küstenwache, die Tampa und die Cahoone, näherten sich dem Geschehen nicht weit genug, um die Schwimmer im Wasser zu sehen, und drehten wieder ab. Die Hilfsflugzeuge der Küstenwache in Cape May kamen erst zum Einsatz, als bereits die ersten Toten an die Küste von New Jersey gespült wurden. In der Zwischenzeit war bereits eine Anzahl von kleineren Schiffen eingetroffen, doch die immer noch stürmische See machte jeden Rettungsversuch schwierig. Der amtierende Gouverneur von New Jersey, Harry Moore, bestieg ein Privatflugzeug und half bei der Rettung der Schiffbrüchigen, indem er von der Luft aus Schwimmer sichtete und Markierungen setzte, die den Rettungsschiffen bei der Lokalisierung der Überlebenden in den hohen Wellen halfen.
Gegen Mittag am 8. September war das Schiff evakuiert. Die Neuigkeit von der Katastrophe hatte sich via Radio und Telefon rasend schnell verbreitet, was zu einem Auflauf von Angehörigen, Schaulustigen und Pressevertretern an der Küste von Monmouth County führte. Das ausgebrannte, manövrierunfähige Wrack strandete an der Strandpromenade von Asbury Park und wurde von der Reederei zum Totalverlust erklärt. Von den 549 Menschen an Bord waren 137 ums Leben gekommen, darunter etwa 100 Passagiere. Unter den Opfern befanden sich viele Frauen und Kinder. Improvisierte Leichenschauhäuser wurden eingerichtet, um den Hinterbliebenen eine Möglichkeit zu geben, ihre toten Angehörigen zu identifizieren, die überall in der Gegend aus dem Meer gezogen wurden. Zu den Überlebenden zählte der 17-jährige Schiffsjunge Herbert Saffir, der später die Saffir-Simpson-Hurrikan-Windskala mitentwickelte. In den folgenden Monaten wurde das Wrack zu einer Touristenattraktion und zum Ziel von Ausflügen, um das sich Souvenirbuden und Postkartenstände scharten. Im März 1935 wurde das Wrack der Morro Castle zur Verschrottung freigegeben. Bis heute zählt der Vorfall zu den größten Katastrophen in der Geschichte der zivilen Seefahrt der Vereinigten Staaten.

## Folgen
Der Katastrophe folgten mehrere offizielle Untersuchungen, deren Aufgabe es war, die Unglücksursache festzustellen und den Unfallhergang nachzuvollziehen. Die Untersuchungen brachten zutage, dass die leicht entflammbaren Materialien und der schlechte Zustand der Feuerbekämpfungsmittel wie Feuerlöscher, Alarmanlagen und Feuerlöschschläuche einen erheblichen Beitrag zum Umfang der Katastrophe geleistet haben. Auf der Morro Castle hatte es keine Notfallübungen gegeben, da in der Vergangenheit bei einer solchen Übung eine Passagierin durch Löschwasser ausgerutscht war und die Ward Line erfolgreich auf Schadensersatz verklagt hatte. Daraufhin hatte Kapitän Wilmott die Durchführung jeglicher Art von Rettungs- oder Feueralarmübung eingestellt.
Zudem wurde festgestellt, dass die Besatzung nachlässig gehandelt hatte. Der Mannschaft wurden Fahrlässigkeit und Pflichtvergessenheit vorgeworfen. Die Passagiere wurden nicht geordnet geweckt und zu den Rettungsbooten gebracht, weshalb sie größtenteils sich selbst überlassen waren. Viele Zeugen berichteten später, dass sich niemand um sie gekümmert hatte und niemand von der Besatzung zu sehen gewesen war. Die Rettungsbootstationen wurden nicht ordnungsgemäß besetzt, die feuersicheren Türen wurden nicht geschlossen und die Passagiere wurden nicht unterwiesen, wie sie sich zu verhalten hatten. Den meisten blieb nur der Sprung vom Schiff in die aufgewühlte See.
Die Schiffsführung unter dem neu ernannten Kapitän William F. Warms hatte es versäumt, um Hilfe rufen zu lassen, wodurch erst Stunden, nachdem das Schiff bereits vollständig ausgebrannt war, Rettungsschiffe eintrafen. Warms hatte zudem während des Unglücks die Brücke nicht verlassen und sich nicht vom Umfang des Feuers und der Schäden in Kenntnis gesetzt. Kapitän Warms, Chefingenieur Eban Starr Abbott und der Vize-Präsident der Ward Line, Henry Edward Cabaud, wurden im Januar 1936 wegen Fahrlässigkeit, Nachlässigkeit und anderer Anklagepunkte zu verschieden langen Haftstrafen verurteilt. Die Sicherheitsvorkehrungen auf Passagier- und Kreuzfahrtschiffen wurden als Resultat der Tragödie neu reglementiert und verbessert, was für einen höheren Sicherheitsstandard auf modernen Schiffen sorgte.

## Gerüchte um Brandstiftung
Nach dem Morro Castle-Vorfall wurde der leitende Funkoffizier des Schiffes, der 33-jährige George White Rogers, Jr. aus Bayonne, New Jersey, als Held der Katastrophe gefeiert, weil er selbständig SOS gefunkt und somit andere Schiffe und die Küstenstationen auf den brennenden Dampfer aufmerksam gemacht hatte. Dies hatte unter lebensgefährlichen Bedingungen stattgefunden, da sich das Funkhaus des Schiffs im Zentrum des Feuers befand und die Anlage bereits zu schmelzen begann, während Rogers noch bei der Arbeit war. Rogers widerfuhr landesweite Aufmerksamkeit und Dankbarkeit und wurde zum Gegenstand breiten Medieninteresses.
Erst später wurde die kriminelle Vergangenheit des Funkers bekannt, die viele Fälle von Diebstahl, Betrug und vor allen Dingen Brandstiftung umfasste. Rogers war außerdem seit seiner Jugend wiederholt in psychiatrischer Behandlung gewesen; ihm wurde attestiert, ein Soziopath und Pyromane zu sein. Er hatte sich darauf spezialisiert, Brandbomben mit Zeitzündern zu bauen und nach Ausbruch des Feuers für dessen Bekämpfung zu sorgen, um somit als Retter zu gelten.
Gegenüber mehreren Personen brüstete sich Rogers anschließend, das Feuer auf der Morro Castle gelegt zu haben. Als der Polizeioffizier Vincent J. Doyle dem Fall nachging und Rogers, der ihm persönlich bekannt war, der Brandstiftung überführen wollte, verübte Rogers ein Bombenattentat auf ihn. Doyle überlebte schwerverletzt. 1954 beging Rogers in seiner Nachbarschaft aus finanziellen Gründen einen Doppelmord, wofür er schließlich ins Gefängnis kam. Er starb am 10. Januar 1958 in Haft an den Folgen einer Hirnblutung. Seit dem Unglück befassten sich mehrere Autoren und Experten mit der Theorie der Brandstiftung durch George Rogers, doch dessen Verschulden der Katastrophe konnte nie eindeutig festgestellt werden.

## Filme
- S.O.S. – Morro Castle. TV-BRD 1966, 2 Teile, Regie: Frank Wisbar, mit Wolfgang Kieling als George Rogers.